# Meiglyptes jugularis
El pito blanquinegro (Meiglyptes jugularis) es una especie de ave piciforme de la familia Picidae que vive en el Sudeste Asiático.

## Distribución y hábitat
Se encuentra en las selvas de Birmania, Camboya, Laos, Tailandia y Vietnam.